# Olav Ehala

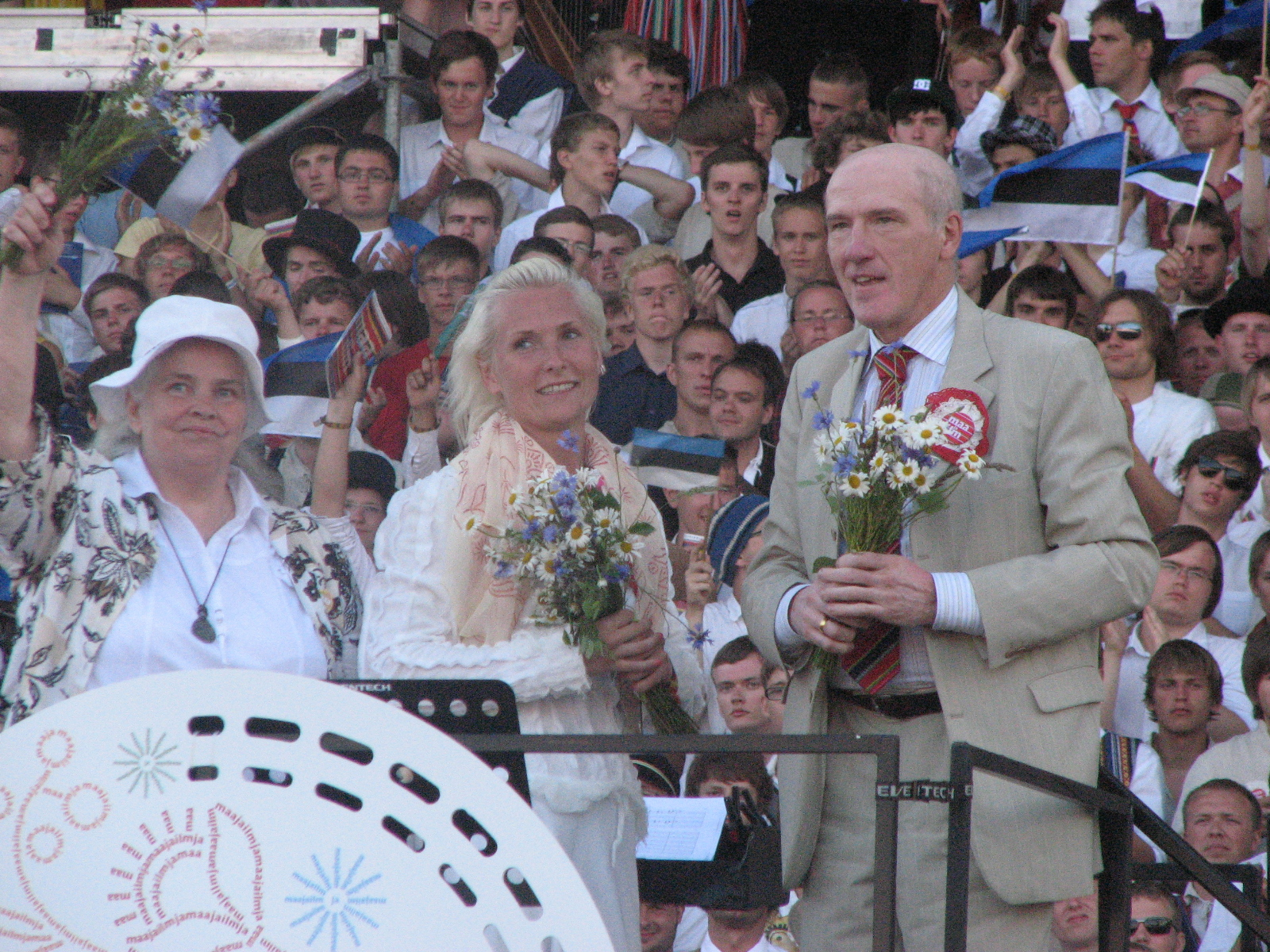
Olav Ehala (rechts) auf einem Jugendsängerfest in Tallinn 2011

Olav Ehala (* 31. Juli 1950 in Tallinn, Estnische SSR) ist ein estnischer Komponist und Pianist.

## Leben und Werk
Olav Ehala schloss 1974 bei Eugen Kapp sein Kompositionsstudium am Staatlichen Tallinner Konservatorium (heute Estnische Musik- und Theaterakademie) ab. Von 1970 bis 1991 war er im Estnischen Jugendtheater (estnisch Eesti Noorsooteater) beschäftigt, ab 1975 als dessen musikalischer Leiter. Seit 1991 ist Ehala Lehrkraft an der Estnischen Musikakademie, seit 1998 mit dem Titel eines Dozenten.
Olav Ehala ist sowohl in Estland als auch international als Pianist bekannt geworden. Daneben hat er zahlreiche Instrumentalstücke, Lieder, Songs und Bühnenmusiken komponiert. Vor allem für seine Filmmusiken zu Puppen- und Trickfilmen erhielt Ehala zahlreiche Preise. Aufmerksamkeit erregten auch die Musicals Sabata krokodill (1972), Oliver ja Jennifer (1972), Burattino (1975), Johnny (1980), Thijl Ulenspiegel (1987) und Nukitsamees (1999). Seit 2006 ist Ehala Vorsitzender des Estnischen Komponistenverbands (Eesti Heliloojate Liit).